# ورلدویو-۲
ورلدویو-۲ (انگلیسی: WorldView-2) ماهواره تجاری دیدبانی زمین و متعلق به شرکت دیجیتال‌گلوب است. این ماهواره در ۸ اکتبر ۲۰۰۹ به‌عنوان سومین ماهواره دیجیتال‌گلوب پس از ورلدویو-۱ (پرتاب‌شده در ۲۰۰۷) و کوئیک‌برد (پرتاب‌شده در ۲۰۰۱) از پایگاه نیروی هوایی وندنبرگ توسط موشک دلتا ۲ به فضا پرتاب شد.
ورلدویو-۲ تصاویر ماهواره‌ای پانکروماتیک (تک‌باندی) با قدرت تفکیک ۴۶ سانتی‌متر و تصاویر چندباندی با قدرت تفکیک ۱٫۸۴ متر تهیه می‌کند و قادر است از هر نقطه زمین در ۱٫۱ روز تصویر جدید برداشت نماید.

## طراحی
شرکت هوافضای بال سازنده این فضاپیما است که دارای تلسکوپی نوری است که می‌تواند اشیای با قطر ۴۶۰ میلی‌متر تصویربرداری کند.